# Ehekirchen (Meitingen)
Ehekirchen ist ein Gemeindeteil von Meitingen im schwäbischen Landkreis Augsburg in Bayern.

## Geographie
Die Einöde auf der Gemarkung Erlingen liegt zweieinhalb Kilometer südwestlich von Meitingen im Tal der Schmutter linksseitig vom Ruhrbach.

## Geschichte
Bis zur Gebietsreform in Bayern gehörte Ehekirchen zur selbständigen Gemeinde Erlingen. Am 1. Januar 1972 erfolgte die Eingemeindung von Erlingen mit Ehekirchen nach Meitingen.